# سوخته‌دلان
سوخته‌دلان نام یک مجموعهٔ تلویزیونی ایرانی به کارگردانی «بهروز طاهری» است که در سال ۱۳۷۴ تولید و در سال ۱۳۷۵ از شبکه ۲ پخش گردید.

## خلاصه داستان
این مجموعه تلویزیونی درباره بلای خانمان‌سوز اعتیاد و معضلات ناشی از آن است. «بهرام»، توسط برادرش «پرویز» به دام اعتیاد کشیده می‌شود، اما خیلی زود دستگیر شده و به مرکز بازپروری منتقل می‌شود. همسر بهرام «صبری» و دو فرزندش، تلاش می‌کنند در غیاب بهرام، کانون خانواده را حفظ کنند، اما پرویز که زندگی برادرش را به تباهی کشانده، این بار سعی می‌کند یکی از برادرزاده‌هایش به نام سعید را هم معتاد کند. در پایان، پرویز به سزای اعمال ناشایست خود می‌رسد.

## بازیگران
- پروانه معصومی
- مصطفی طاری
- فرخ‌لقا هوشمند
- منوچهر حامدی
- داریوش اسدزاده
- رضا بنفشه‌خواه
- ابراهیم آبادی
- کاظم افرندنیا
- زهره صفوی
- محمد ابهری
- شاپور بخشایی
- بهزاد خداویسی
- حسین خانی‌بیک
- محمدعلی ورشوچی
- بهروز پیروزیان
- جواد خالصی
- اکبر وارث
- محسن خرمدره
- منصور سهراب‌پور
- امیرهوشنگ دامغانی
- ثمر آذری
- فریدون سرمدی
- مجید علیزاده
- حسین لعل
- اکبر آبدیده
- محمد جمیل
- کورش طاهری
- احمد منتجیها
- حسن غمخوار
- اکبر اندی‌روان
- محمدحسین پناهی
- نازنین میلانی
- علی صادقپور
- رضا عربیان
- عباس طاهرخانی
- لادن جهانبانی
- حسین اکبری
- گیتی مرادی
- محمد ایمانی
- علی طاهری
- محمد جان‌بزرگی